# فيروسات تنفسية معوية يتيمة
الفيروسات التنفسية المعوية اليتيمة أو فصيلة الأربوفيروسات ريوفيريدي (بالإنجليزية: Reoviridae)‏ هي عائلة من الفيروسات التي يمكنها أن تصيب الجهاز الهضمي (مثل الفيروسة العجلية) والمجاري التنفسية. اشتق اسم (Reoviridae) من (respiratory enteric orphan viruses) وتعني بالعربي (فيروسات تنفسية معوية يتيمة) كلمة يتيمة تشير إلى أن الفيروسات ليست مرتبطة بأي مرض معروف. الفيروسات في عائلة الفيروسات الجرمية لها جينومات مجزأة، مزدوجة سلسلة الرنا. العدوى غالبا ما تحدث لدى الاٍنسان، ولكن في معظم الحالات تكون معتدلة. ويمكن بسهولة الكشف عن الفيروس في البراز، ويمكن أيضا الكشف عنها في إفرازات الحلق أو الأنف، البول، السائل النخاعي، والدم. على الرغم من سهولة إيجاد الفيروسات الجرمية في العينات السريرية، دورها في اٍمراض أو علاج الاٍنسان لا يزال غير مؤكد.

## وصلات خارجية
- نطاق فيروسي فيروسات جرمية